# Thelypteris pennata
Thelypteris pennata là một loài thực vật có mạch trong họ Thelypteridaceae. Loài này được (Poir.) C.V. Morton miêu tả khoa học đầu tiên năm 1967.